# سرجیو تورس (بازیکن فوتبال، زاده ۱۹۸۱)
سرجیو تورس (انگلیسی: Sergio Torres؛ زادهٔ ۱۱ ژوئیهٔ ۱۹۸۱) بازیکن فوتبال اهل آرژانتین است.
از باشگاه‌هایی که در آن بازی کرده‌است می‌توان به باشگاه فوتبال وایکام واندررز، باشگاه فوتبال بانفیلد، باشگاه فوتبال وایت‌هاوک، باشگاه فوتبال بیزینگ‌استوک تاون، باشگاه فوتبال پیتربورو یونایتد، باشگاه فوتبال کراولی تاون، باشگاه فوتبال مولسی، و باشگاه فوتبال لینکولن سیتی اشاره کرد.